# Onthophagus mopsus
Onthophagus mopsus är en skalbaggsart som beskrevs av Fabricius 1792. Onthophagus mopsus ingår i släktet Onthophagus och familjen bladhorningar. Inga underarter finns listade i Catalogue of Life.